# Ernst Wilhelm Widmann
Ernst Wilhelm Widmann (* 30. Dezember 1876 in Eßlingen am Neckar; † 18. Mai 1955 in Offenbach am Main) war ein hessischer Politiker (SPD) und ehemaliger Abgeordneter des Landtags des Volksstaates Hessen in der Weimarer Republik.

## Familie
Ernst Wilhelm Widmann war der Sohn des Schusters Gottlob Friedrich Widmann und dessen Frau Johanna Veronika geborene Nüßle. Widmann, der evangelischen Glaubens war, heiratete Maria Luise geborene Renz.

## Politik
Ernst Wilhelm Widmann arbeitete zunächst als Gürtler. Von 1906 bis 1918 war er Geschäftsführer des Deutschen Metallarbeiter-Verbands. 1918/1919 war er Parteisekretär im Landkreis Darmstadt-Dieburg, ab 1920 Landessekretär der SPD Hessen.
Ernst Wilhelm Widmann war 1907 bis 1910 Gemeinderat in Göppingen. 1910 bis 1913 gehörte er dem Offenbacher Bürgerausschuss an und von 1922 bis 1925 war er dort Stadtverordneter. Er gehörte in allen sieben Wahlperioden der Weimarer Republik dem hessischen Landtag an. Mit der Machtergreifung der Nationalsozialisten konnte er seine politische Arbeit nicht fortsetzen.